# Woodbury (Connecticut)
Woodbury – miasto w Stanach Zjednoczonych, w stanie Connecticut, w hrabstwie Litchfield.